# Чорний Георгій Іванович
Георгій Іванович Чорний (1936 — 1996, селище Українка Апостолівського району Дніпропетровської області) — український радянський діяч, директор радгоспу «Криворізький» Апостолівського району Дніпропетровської області. Депутат Верховної Ради УРСР 11-го скликання.

## Біографія
З 1954 року — обліковець радгоспу «Криворізький» селища Українка Апостолівського району Дніпропетровської області. Служив у Радянській армії.
У 1957—1967 роках — шофер, завідувач гаража радгоспу «Криворізький» Апостолівського району Дніпропетровської області.
Член КПРС з 1966 року.
У 1967—1977 роках — секретар партійної організації радгоспу «Криворізький» Апостолівського району Дніпропетровської області.
Освіта вища. Закінчив Вищу партійну школу при ЦК КПРС.
У 1977—1993 роках — директор радгоспу «Криворізький» селища Українка Апостолівського району Дніпропетровської області.
Потім — на пенсії.

## Нагороди
- ордени
- медалі